# Giżycko
Giżycko ( udtale:  [ɡʲiˈʐɨt͡skɔ]  tidligere polsk: Lec eller Łuczany;  ( hør); litauisk: Leičių pilis) er en by i Województwo warmińsko-mazurskie i det nordøstlige Polen med 28.597 indbyggere pr. december 2021.  Den ligger mellem søerne Kisajno og Niegocin i regionen Masurien og har været en del af Warmian-Masurian Voivodeship siden 1999, efter tidligere at have været en del af Suwałki Voivodeship (1975-1998). Det er sæde for Giżycko Amt.
Giżycko er om sommeren en populær turistdestination på grund af sin beliggenhed i  Masuriske Søområde og har adskillige historiske monumenter, herunder en teutoniske borg fra det 14. århundrede.

## Galleri
- Bruno of Querfurt bakke og kors i Giżycko. Set fra søen Niegocin
- Boyen fort
- Svingbro og slottet
- Musikskole
- Evangelisk kirke
- Rådhus